# Vases or Faces
|  | Denne artikel er oprettet af botten PalnaBot ud fra en ekstern database. Den kan derfor have sproglige fejl eller mangler. Denne skabelon kan fjernes efter kontrol af indholdet. |

Vases or Faces er en kortfilm instrueret af Arn Lou efter manuskript af Arn Lou.